# Phoenix (альбом)
Phoenix — десятий студійний альбом англійської групи Asia, який був випущений 11 квітня 2008 року.

## Композиції
Автор музики і слів Джон Веттон і Джефф Даунс, окрім пісень, у яких зазначені автори. 
| #     | Назва                                    | Автор                                           | Тривалість |
| ----- | ---------------------------------------- | ----------------------------------------------- | ---------- |
| 1.    | «Never Again»                            |                                                 | 4:55       |
| 2.    | «Nothing's Forever»                      | Веттон                                          | 5:46       |
| 3.    | «Heroine»                                |                                                 | 4:54       |
| 4.    | «Sleeping Giant / No Way Back / Reprise» |                                                 | 8:10       |
| 5.    | «Alibis»                                 | Джефф Даунс, Стів Гау, Карл Палмер, Джон Веттон | 5:40       |
| 6.    | «I Will Remember You»                    |                                                 | 5:12       |
| 7.    | «Shadow of a Doubt»                      |                                                 | 4:18       |
| 8.    | «Parallel Worlds / Vortex / Déyà»        |                                                 | 8:13       |
| 9.    | «Wish I'd Known All Along»               | Гау                                             | 4:07       |
| 10.   | «Orchard of Mines»                       | Jeffrey Fayman, Daniel Pursey                   | 5:12       |
| 11.   | «Over and Over»                          | Гау                                             | 3:34       |
| 12.   | «An Extraordinary Life»                  |                                                 | 4:59       |
| 65:01 |                                          |                                                 |            |

| Бонус-трек європейського лімітованого видання | Бонус-трек європейського лімітованого видання | Бонус-трек європейського лімітованого видання |
| #                                             | Назва                                         | Тривалість                                    |
| --------------------------------------------- | --------------------------------------------- | --------------------------------------------- |
| 13.                                           | «An Extraordinary Life» (acoustic remix)      | 4:16                                          |
| 69:17                                         |                                               |                                               |

| Бонус-трек лімінованого японського видання | Бонус-трек лімінованого японського видання | Бонус-трек лімінованого японського видання |
| #                                          | Назва                                      | Тривалість                                 |
| ------------------------------------------ | ------------------------------------------ | ------------------------------------------ |
| 13.                                        | «I Will Remember You» (acoustic remix)     | 5:14                                       |
| 70:15                                      |                                            |                                            |

## Склад
- Джефф Даунс[en] — клавішні
- Стів Гау — гітара
- Карл Палмер — ударні, перкусія
- Джон Веттон — вокал

## Чарти
| Чарт (2008)                                  | Найвища позиція |
| -------------------------------------------- | --------------- |
| Німеччина German Albums (Offizielle Top 100) | 58              |
| Японія Japanese Albums (Oricon)              | 27              |
| Швеція Swedish Albums (Sverigetopplistan)    | 38              |
| Швейцарія Swiss Albums (Schweizer Hitparade) | 75              |
| Велика Британія UK Independent Albums (OCC)  | 10              |
| США Billboard 200                            | 73              |